# クシシュトフ・キェシロフスキ
クシシュトフ・キェシロフスキ （Krzysztof Kieślowski, 1941年6月27日 - 1996年3月13日） は、ポーランドの映画監督。晩年はフランスでも活動した。

## 来歴
1941年6月27日、ワルシャワで生まれた。エンジニアだった父の仕事の影響で、幼少期は小さな街を転々とする生活を送った。16歳の時に消防士の養成学校に通っていたが、3ヶ月で退学。その後、舞台演出家を志し、1957年にワルシャワの演劇専門学校に入学した。在学中に映画監督への道を志し、卒業後にロマン・ポランスキーやアンジェイ・ワイダなどを輩出したウッチ映画大学に入学した。
1966年に初の短編映画を製作。以後、1980年までにドキュメンタリーを中心に21本もの短編映画を製作した。1976年、初の長編劇映画『傷跡』を発表。1979年の2作目『アマチュア』は同年のモスクワ国際映画祭で金賞を受賞。翌1980年にはシカゴ国際映画祭でゴールデン・ヒューゴ賞を受賞した。同作はクシシュトフ・ザヌーシの『保護色』（1977年）などとともに、当時のポーランド映画界における「モラルの不安の映画」の代表作とされている。1981年の『偶然』は検閲による上映禁止処分を受け、6年後の1987年に公開された。
その後、1989年から1990年にかけて、聖書の十戒をモチーフとした10編からなるテレビシリーズ『デカローグ』を製作。第46回ヴェネツィア国際映画祭で国際映画批評家連盟賞を受賞し、スタンリー・キューブリックから激賞された。また、『デカローグ』が完成する前の1988年には同作の5話と6話を劇場公開用に再編集した『殺人に関する短いフィルム』と『愛に関する短いフィルム』（1988年）を発表。前者は第41回カンヌ国際映画祭で審査員賞と国際映画批評家連盟賞を、第1回ヨーロッパ映画賞では作品賞を受賞。後者はサン・セバスティアン国際映画祭審査員特別賞、サンパウロ国際映画祭観客賞を受賞した。
1991年、ポーランドとフランスを舞台に名前や容姿が全く同じ二人の女性ベロニカの運命を描いた『ふたりのベロニカ』を発表。第44回カンヌ国際映画祭で自身二度目となる国際映画批評家連盟賞を受賞したほか、主演のイレーヌ・ジャコブが同映画祭女優賞を受賞した。
1993年からはフランス政府の依頼を受け、フランス国旗の三色をモチーフに、それぞれの色が象徴する「自由・平等・博愛」をテーマとした『トリコロール三部作』を製作。同年、自動車事故で夫と娘を亡くした女性の絶望と再生を描いた1作目の『トリコロール/青の愛』を発表。第50回ヴェネツィア国際映画祭で金獅子賞を受賞し、主演のジュリエット・ビノシュにも同映画祭女優賞をもたらした。翌1994年の2作目『トリコロール/白の愛』は第44回ベルリン国際映画祭で監督賞を受賞。同年に再びイレーヌ・ジャコブを主演に迎えた3作目『トリコロール/赤の愛』は第47回カンヌ国際映画祭に出品され、世界三大映画祭全てでの受賞が期待されたが、無冠に終わった。『トリコロール/赤の愛』では三部作を締めくくるような運命的なラストが描かれている。
その後、一時は映画監督を引退することを宣言。演劇学校で新人俳優の指導に当たるが、1995年に復帰を宣言。ダンテの『神曲』をモチーフにした「天国・地獄・煉獄」三部作の脚本に取り掛かった。しかし、1996年3月13日、心臓発作で死去した。なお、三部作の脚本の完成部分『天国編』が2002年にトム・ティクヴァにより『ヘヴン』として、『地獄編』が2005年にダニス・タノヴィッチによって『美しき運命の傷痕』としてそれぞれ映画化された。

## 作品

### 長編
- Robotnicy 1971 - Nic o nas bez nas （1971年） ドキュメンタリー
- 初恋 Pierwsza milosc （1974年） テレビドキュメンタリー
- スタッフ Personel （1976年） テレビ映画
- 傷跡 Blizna （1976年）
- Nie wiem （1977年） ドキュメンタリー
- アマチュア Amator （1979年）
- Kartoteka （1979年） テレビ映画
- 平穏 Spokój （1980年） テレビ映画
- 短い労働の日 Krótki dzien pracy （1981年） テレビ映画
- 偶然 Przypadek （1981年完成、1987年公開）
- 終わりなし Bez końca （1985年）
- 殺人に関する短いフィルム Krótki film o zabijaniu （1988年）
- 愛に関する短いフィルム Krótki film o miłości （1988年）
- デカローグ Dekalog （1989-1990年）
- ふたりのベロニカ La Double vie de Véronique （1991年）
- トリコロール/青の愛 Trois Couleurs: Bleu （1993年）
- トリコロール/白の愛 Trois Couleurs: Blanc （1994年）
- トリコロール/赤の愛 Trois Couleurs: Rouge （1994年）

### 短編
- Urzad （1966年）
- Tramwaj （1966年）
- Koncert zyczen （1967年）
- Z miasta Lodzi （1968年） ドキュメンタリー
- Zdjecie （1968年） テレビドキュメンタリー
- Fabryka （1971年） ドキュメンタリー
- Bylem zolnierzem （1971年） ドキュメンタリー
- Przed rajdem （1971年） ドキュメンタリー
- Refren （1972年） ドキュメンタリー
- Podstawy BHP w kopalni miedzi （1972年） ドキュメンタリー
- Miedzy Wroclawiem a Zielona Góra （1972年） ドキュメンタリー
- 煉瓦工 Murarz （1973年） ドキュメンタリー
- 地下道 Przejscie podziemne （1974年） テレビ映画
- Przeswietlenie （1974年） テレビドキュメンタリー
- ある党員の履歴書 Zyciorys （1975年）
- Klaps （1976年） ドキュメンタリー
- Szpital （1977年） ドキュメンタリー
- Z punktu widzenia nocnego portiera （1979年） ドキュメンタリー
- 種々の年齢の七人の女 Siedem kobiet w róznym wieku （1979年） ドキュメンタリー
- Gadajace glowy （1980年） ドキュメンタリー
- Dworzec （1980年） ドキュメンタリー

### その他
- キェシロフスキ：I'm so-so Krzysztof Kieslowski: I'm So-So... （1998年） 出演
- ヘヴン Heaven （2002年） 脚本
- 美しき運命の傷痕 L'Enfer （2005年） 脚本
- スティル・アライヴ Still Alive - a film about Kieslowski （2005年） 出演

## 受賞歴
| 賞                                   | 年     | 部門                   | 作品                                                                    | 結果       |
| ------------------------------------ | ------ | ---------------------- | ----------------------------------------------------------------------- | ---------- |
| モスクワ国際映画祭                   | 1979年 | 金賞                   | 『アマチュア』                                                          | 受賞       |
| モスクワ国際映画祭                   | 1979年 | 国際映画批評家連盟賞   | 『アマチュア』                                                          | 受賞       |
| ベルリン国際映画祭                   | 1980年 | インターフィルム賞     | 『アマチュア』                                                          | 受賞       |
| ベルリン国際映画祭                   | 1994年 | 監督賞                 | 『トリコロール/白の愛』                                                 | 受賞       |
| シカゴ国際映画祭                     | 1980年 | ゴールド・ヒューゴ賞   | 『アマチュア』                                                          | 受賞       |
| カンヌ国際映画祭                     | 1988年 | 審査員賞               | 『殺人に関する短いフィルム』                                            | 受賞       |
| カンヌ国際映画祭                     | 1988年 | 国際映画批評家連盟賞   | 『殺人に関する短いフィルム』                                            | 受賞       |
| カンヌ国際映画祭                     | 1991年 | エキュメニカル審査員賞 | 『ふたりのベロニカ』                                                    | 受賞       |
| カンヌ国際映画祭                     | 1991年 | 国際映画批評家連盟賞   | 『ふたりのベロニカ』                                                    | 受賞       |
| ヨーロッパ映画賞                     | 1988年 | 作品賞                 | 『殺人に関する短いフィルム』                                            | 受賞       |
| ヨーロッパ映画賞                     | 1994年 | 作品賞                 | 『トリコロール/青の愛』 『トリコロール/白の愛』 『トリコロール/赤の愛』 | ノミネート |
| ヨーロッパ映画賞                     | 2002年 | 脚本賞                 | 『ヘヴン』                                                              | ノミネート |
| ヴェネツィア国際映画祭               | 1989年 | 国際映画批評家連盟賞   | 『デカローグ』                                                          | 受賞       |
| ヴェネツィア国際映画祭               | 1993年 | 金獅子賞               | 『トリコロール/青の愛』                                                 | 受賞       |
| フランス映画批評家協会賞             | 1989年 | 外国語映画賞           | 『愛に関する短いフィルム』                                              | 受賞       |
| フランス映画批評家協会賞             | 1990年 | 外国語映画賞           | 『デカローグ』                                                          | 受賞       |
| フランス映画批評家協会賞             | 1991年 | 外国語映画賞           | 『ふたりのベロニカ』                                                    | 受賞       |
| フランス映画批評家協会賞             | 1994年 | 作品賞                 | 『トリコロール/赤の愛』                                                 | 受賞       |
| 英国映画協会                         | 1990年 | BFIフェローシップ賞    | -                                                                       | 受賞       |
| ボディル賞                           | 1990年 | 非アメリカ映画賞       | 『殺人に関する短いフィルム』                                            | 受賞       |
| ボディル賞                           | 1991年 | 非アメリカ映画賞       | 『デカローグ』                                                          | 受賞       |
| ボディル賞                           | 1995年 | 非アメリカ映画賞       | 『トリコロール/赤の愛』                                                 | 受賞       |
| ワルシャワ国際映画祭                 | 1991年 | 観客賞                 | 『ふたりのベロニカ』                                                    | 受賞       |
| ゴールデングローブ賞                 | 1991年 | 外国語映画賞           | 『ふたりのベロニカ』                                                    | ノミネート |
| ゴールデングローブ賞                 | 1993年 | 外国語映画賞           | 『トリコロール/青の愛』                                                 | ノミネート |
| ゴールデングローブ賞                 | 1994年 | 外国語映画賞           | 『トリコロール/赤の愛』                                                 | ノミネート |
| 全米映画批評家協会賞                 | 1991年 | 外国語映画賞           | 『ふたりのベロニカ』                                                    | 受賞       |
| 全米映画批評家協会賞                 | 1993年 | 外国語映画賞           | 『トリコロール/青の愛』                                                 | 2位        |
| 全米映画批評家協会賞                 | 1994年 | 作品賞                 | 『トリコロール/赤の愛』                                                 | 2位        |
| 全米映画批評家協会賞                 | 1994年 | 監督賞                 | 『トリコロール/赤の愛』                                                 | 2位        |
| 全米映画批評家協会賞                 | 1994年 | 脚本賞                 | 『トリコロール/赤の愛』                                                 | 3位        |
| 全米映画批評家協会賞                 | 1994年 | 外国語映画賞           | 『トリコロール/赤の愛』                                                 | 受賞       |
| ロサンゼルス映画批評家協会賞         | 1993年 | 外国語映画賞           | 『トリコロール/青の愛』                                                 | 次点       |
| ロサンゼルス映画批評家協会賞         | 1994年 | 外国語映画賞           | 『トリコロール/赤の愛』                                                 | 受賞       |
| ゴヤ賞                               | 1993年 | ヨーロッパ映画賞       | 『トリコロール/青の愛』                                                 | 受賞       |
| アカデミー賞                         | 1994年 | 監督賞                 | 『トリコロール/赤の愛』                                                 | ノミネート |
| アカデミー賞                         | 1994年 | 脚本賞                 | 『トリコロール/赤の愛』                                                 | ノミネート |
| 英国アカデミー賞                     | 1994年 | 監督賞                 | 『トリコロール/赤の愛』                                                 | ノミネート |
| 英国アカデミー賞                     | 1994年 | 脚色賞                 | 『トリコロール/赤の愛』                                                 | ノミネート |
| 英国アカデミー賞                     | 1994年 | 非英語作品賞           | 『トリコロール/赤の愛』                                                 | ノミネート |
| ニューヨーク映画批評家協会賞         | 1994年 | 監督賞                 | 『トリコロール/赤の愛』                                                 | 次点       |
| ニューヨーク映画批評家協会賞         | 1994年 | 外国語映画賞           | 『トリコロール/赤の愛』                                                 | 受賞       |
| ボストン映画批評家協会賞             | 1994年 | 外国語映画賞           | 『トリコロール/赤の愛』                                                 | 受賞       |
| シカゴ映画批評家協会賞               | 1994年 | 監督賞                 | 『トリコロール/赤の愛』                                                 | ノミネート |
| シカゴ映画批評家協会賞               | 1994年 | 外国語映画賞           | 『トリコロール/赤の愛』                                                 | 受賞       |
| シカゴ映画批評家協会賞               | 1996年 | 外国語映画賞           | 『デカローグ』                                                          | 受賞       |
| インディペンデント・スピリット賞     | 1994年 | 外国映画賞             | 『トリコロール/赤の愛』                                                 | 受賞       |
| セザール賞                           | 1994年 | 作品賞                 | 『トリコロール/青の愛』                                                 | ノミネート |
| セザール賞                           | 1994年 | 監督賞                 | 『トリコロール/青の愛』                                                 | ノミネート |
| セザール賞                           | 1994年 | 脚本賞                 | 『トリコロール/青の愛』                                                 | ノミネート |
| セザール賞                           | 1995年 | 作品賞                 | 『トリコロール/赤の愛』                                                 | ノミネート |
| セザール賞                           | 1995年 | 監督賞                 | 『トリコロール/赤の愛』                                                 | ノミネート |
| セザール賞                           | 1995年 | 脚本賞                 | 『トリコロール/赤の愛』                                                 | ノミネート |
| ナショナル・ボード・オブ・レビュー賞 | 2000年 | 特別賞                 | 『デカローグ』                                                          | 受賞       |